# Giboulée
Une giboulée est une averse, souvent accompagnée de vent, brève et violente qui se produit lors du passage de l'hiver au printemps, principalement aux mois de mars et d'avril (d'où l'expression « giboulées de mars »), au cours de laquelle des précipitations mixtes sont notées. À la pluie peuvent se mêler des grêlons, des flocons de neige, des granules de glace ou de la neige fondante. À ne pas confondre avec une averse hivernale ou une averse de neige.

## Formation

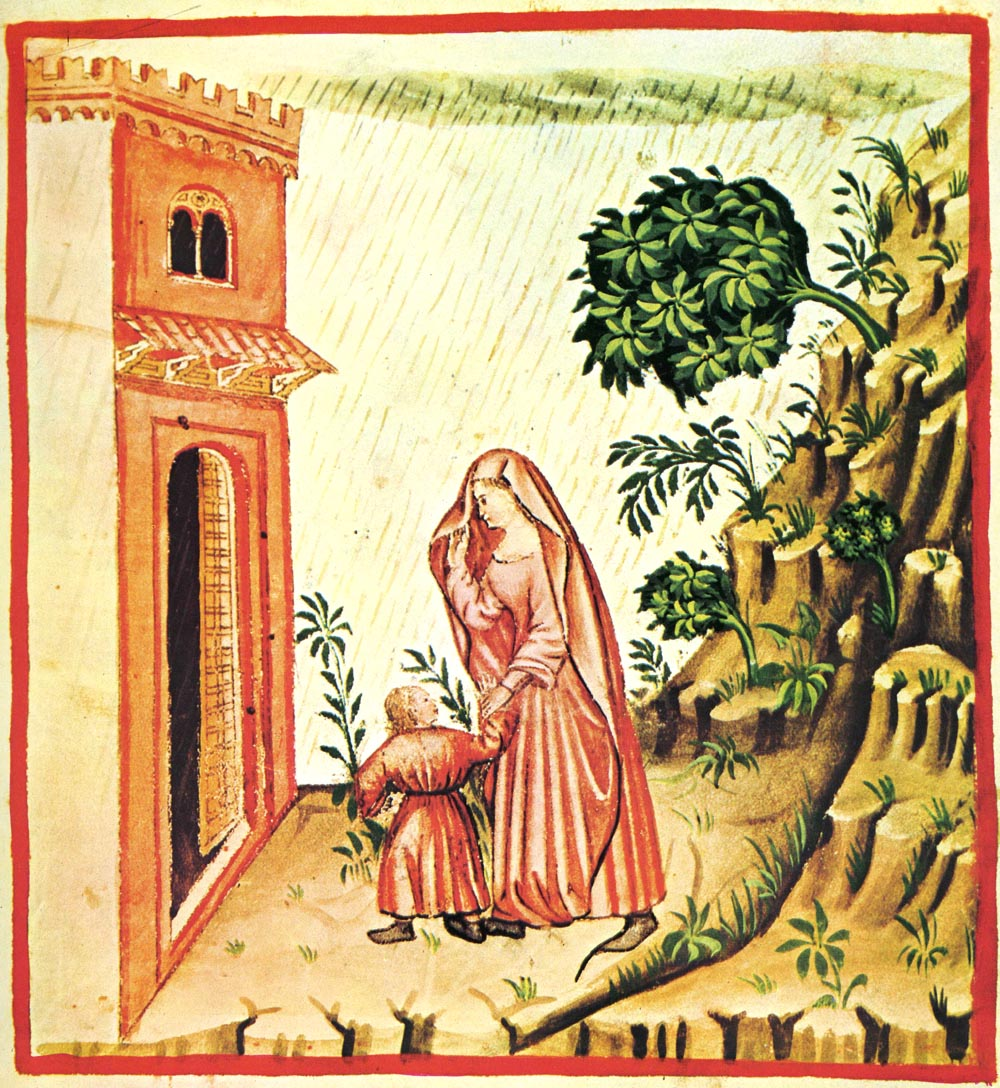
Giboulée sur une miniature du XIVe siècle

Ce phénomène météorologique de convection atmosphérique est un mouvement vertical de l'air provoqué par le contraste thermique qui intervient à l'arrivée du printemps. Les couches basses de l'atmosphère se réchauffent, mais l'air froid persiste en altitude. Sous l'effet des courants ascendants, l'air humide et chaud s'élève et, en se condensant, crée des nuages formés de gouttelettes d'eau ou de particules de glace qui fondent de façon imparfaite avant d'arriver au sol. Ces nuages sont sous forme de faux cumulonimbus ou cumulonimbus filamenteux, ne donnant pas d'éclairs car trop fins on les appelle le cumulonimbus filamentus[Quoi ?]. Ces nuages peuvent s'élever de 6 500 m jusqu'à 8 500 m d'altitude maximum.

## Climatologie
Les giboulées se développant avec l'instabilité thermique, elles sont surtout associées avec le passage d'un front froid ou occlus printanier dans le ciel de traîne. Les façades maritimes sont les plus exposées car le contraste thermique et l'humidité disponible sont plus grands.